# Kathedraal van Urbino
De Kathedraal van Urbino (Duomo di Urbino) is een katholieke kathedraal in Urbino in de regio Marche in Italië.
De kerk is gebouwd in neoclassicistische stijl en heeft een koepel. Het heeft een witte façade van Camillo Morigia met vier pilaren.
Het interieur is ontworpen door Giuseppe Valadier. In de kerk bevinden zich diverse schilderijen zoals onder meer De verplaatsing van het Heilige Huis van Loreto van Claudio Ridolfi, Het Martelaarschap van de heilige Sebastiaan van Federico Barocci en De Aankondiging van Raffaello Motta.

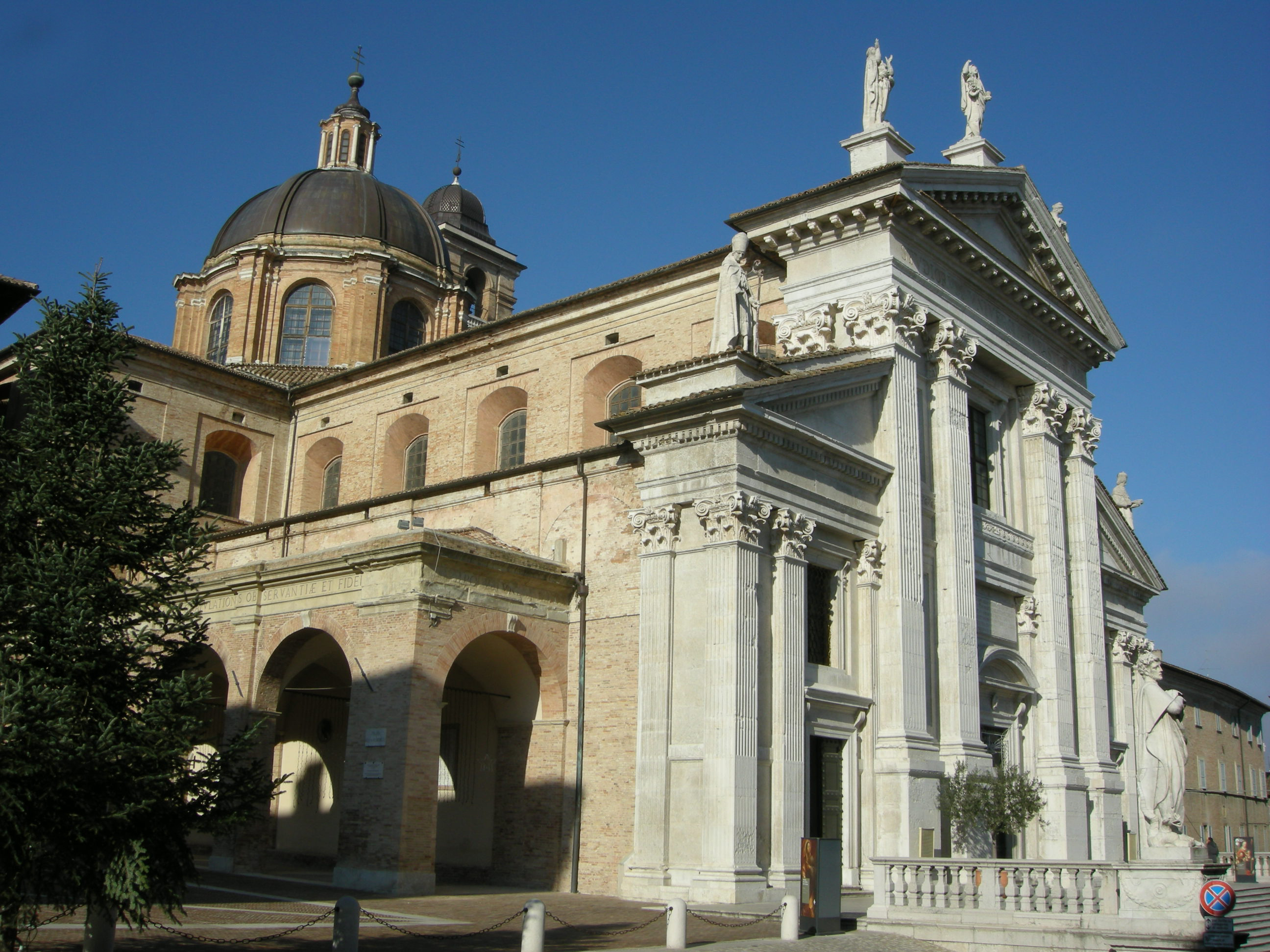
Westzijde gezien vanuit het noorden

## Geschiedenis
De eerste kathedraal op deze plaats werd gebouwd rond het jaar 1021, deze verving een andere die buiten de stadsmuren stond. Onder beschermheerschap van graaf Federico da Montefeltro vond in de 15e eeuw een herbouw plaats, gebaseerd op een ontwerp dat wordt toegeschreven aan Francesco di Giorgio Martini. De bouw duurde tot 1604. De westzijde die gemaakt is van gesteente dat werd gedolven in Furlo, werd ontworpen door Camillo Morigia en afgemaakt in 1782. Deze werd voorzien van vijf beelden, die de drie godsdienstige deugden voorstellen (geloof, hoop en liefde) te midden van Augustinus van Hippo aan de linkerkant en Johannes Chrysostomus rechts.
Op 12 januari 1789 deed een krachtige aardbeving de koepel omvallen, waardoor herbouw nodig was. Dit project werd toevertrouwd aan Giuseppe Valadier, het was gereed in 1801. De herbouw is uitgevoerd in neoklassieke stijl.

## Interieur
Het neoklassieke interieur is uitgevoerd op een grondplan in de vorm van een latijns kruis met een middenschip tussen twee looppaden, onder een tongewelf. De kruising van het transept draagt een koepel met cassetteplafond.
In het interieur bevinden zich twee doeken van Federico Barocci, St. Sebastiaan in het noordelijk gangpad, en  Het Laatste Avondmaal in de kapel van het Heilig Sacrament. Voorts een Maria Hemelvaart van Carlo Maratta, en een Geboorte van Carlo Cignani. Op de pendentieven van de koepel zijn de vier evangelisten afgebeeld. Het belangrijkste altaarstuk is gemaakt door Christopher Unterberger en stelt een Madonna tussen de patroonheiligen van de stad voor.

## Tombe van Vergilius
De humanistisch geleerde en historicus Polydorus Vergilius overleed in Urbino in 1555. Hij werd begraven in deze kathedraal in de kapel van St. Andreas, die hij zelf had geschonken. In 1631 werd zijn graf afgedekt met een gedenksteen, met een inscriptie dat "zijn roem altijd zou voortleven". Men denkt dat deze steen verloren is gegaan bij de aardbeving in 1789.

## Afbeeldingen

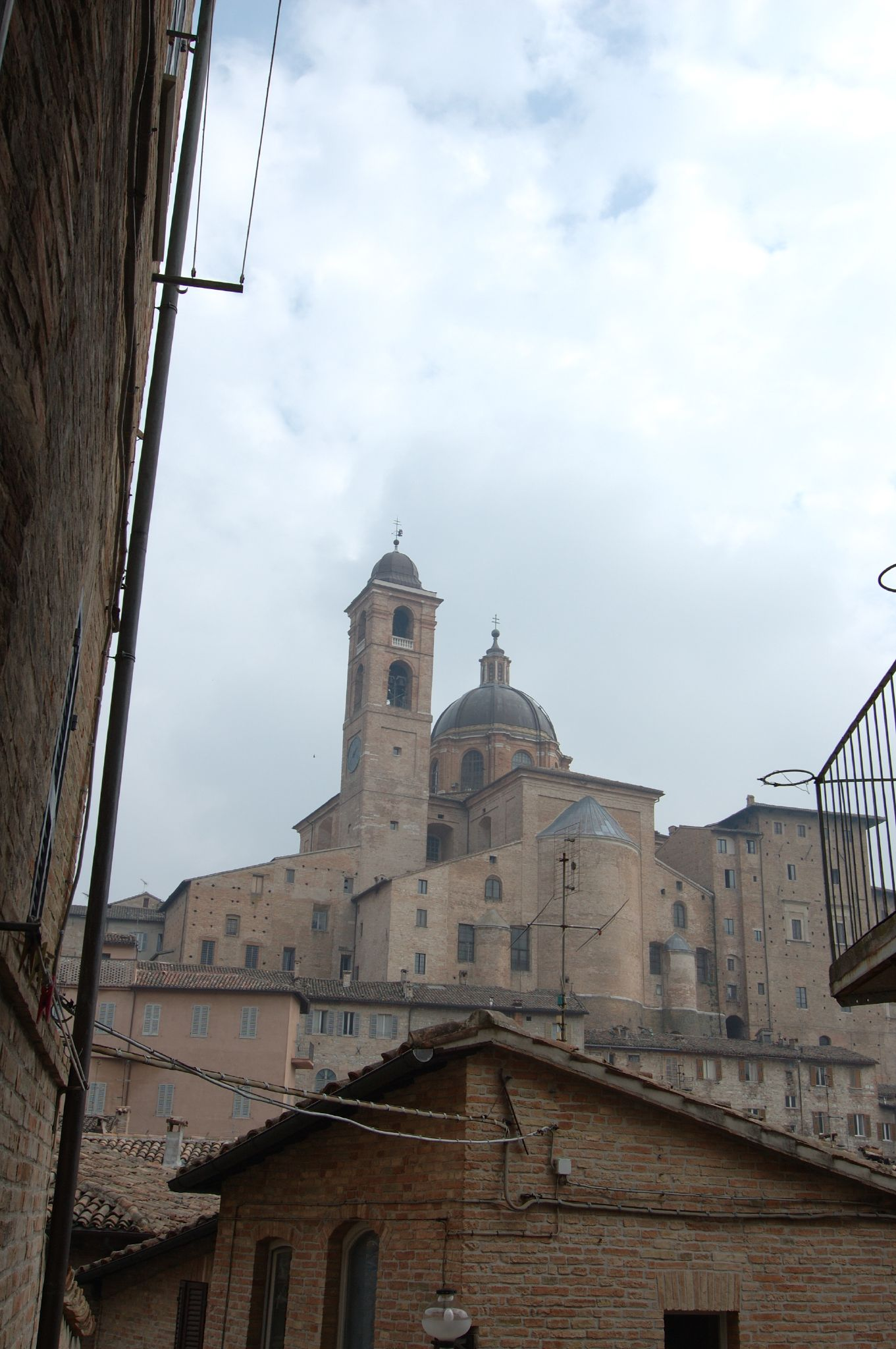
Apsis, buitenzijde
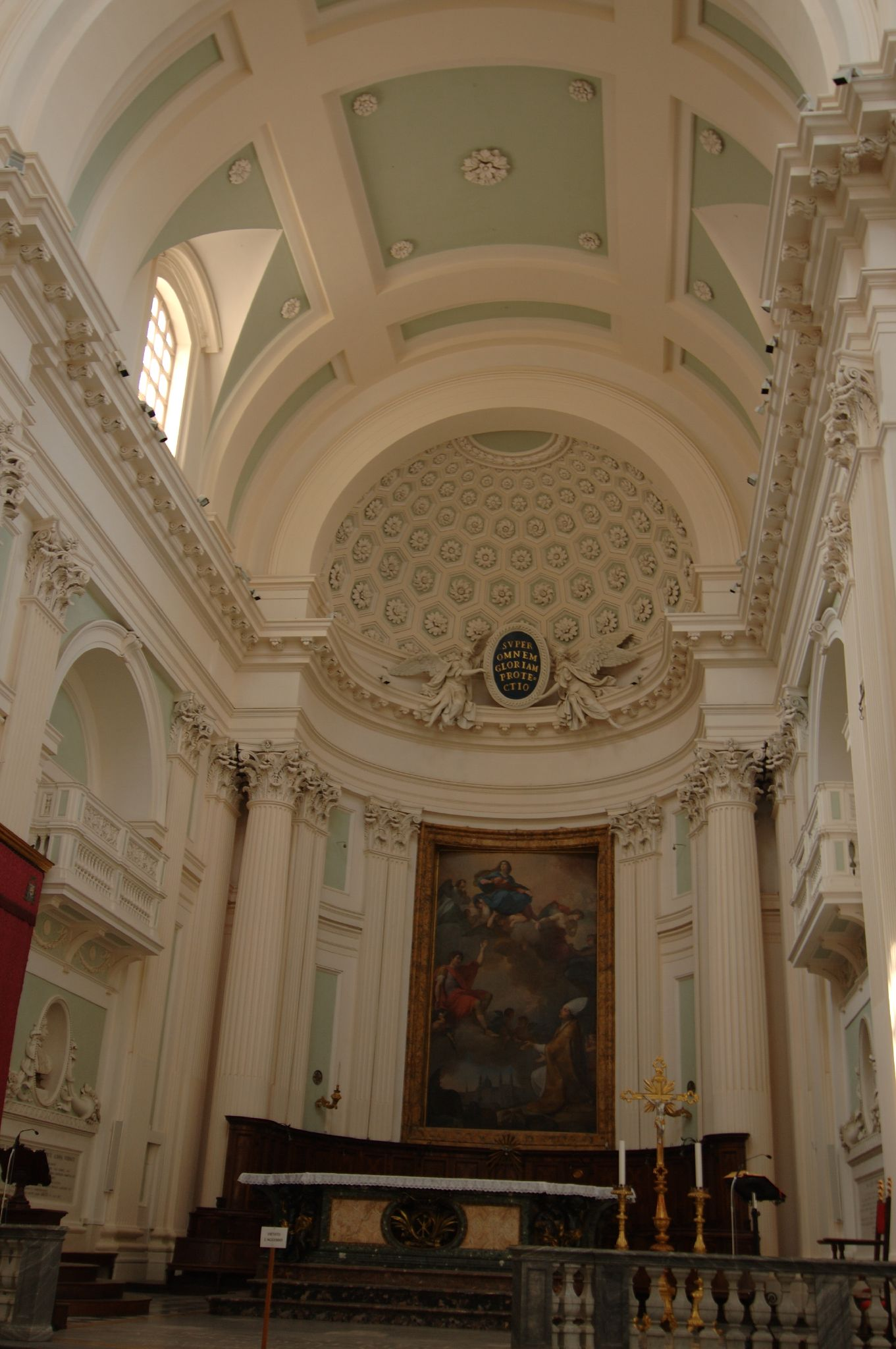
Apsis, interieur
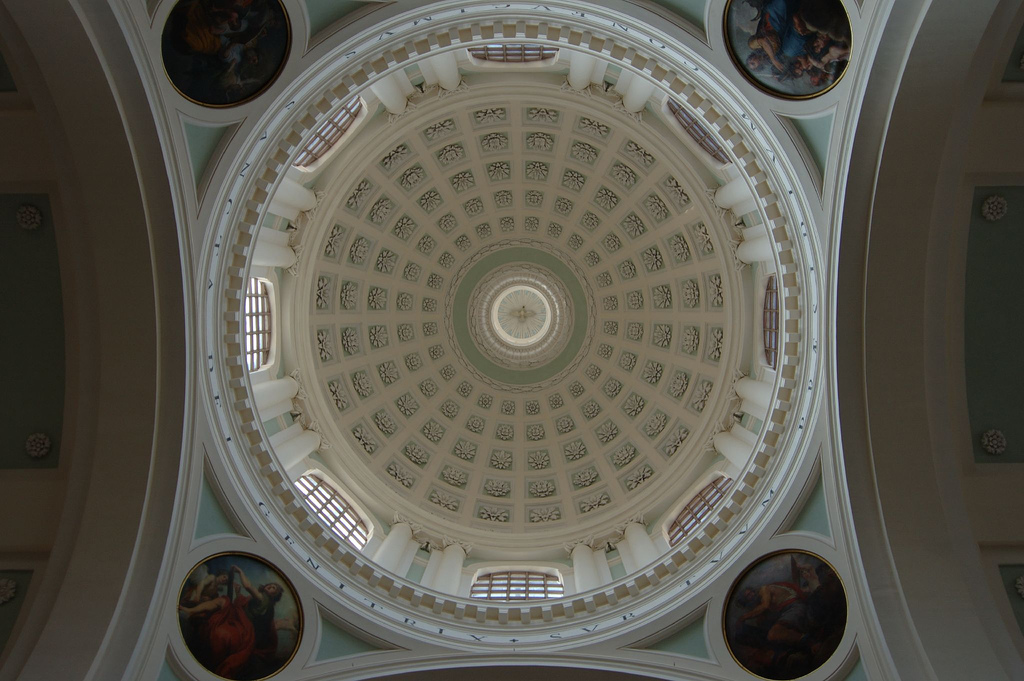
Koepel
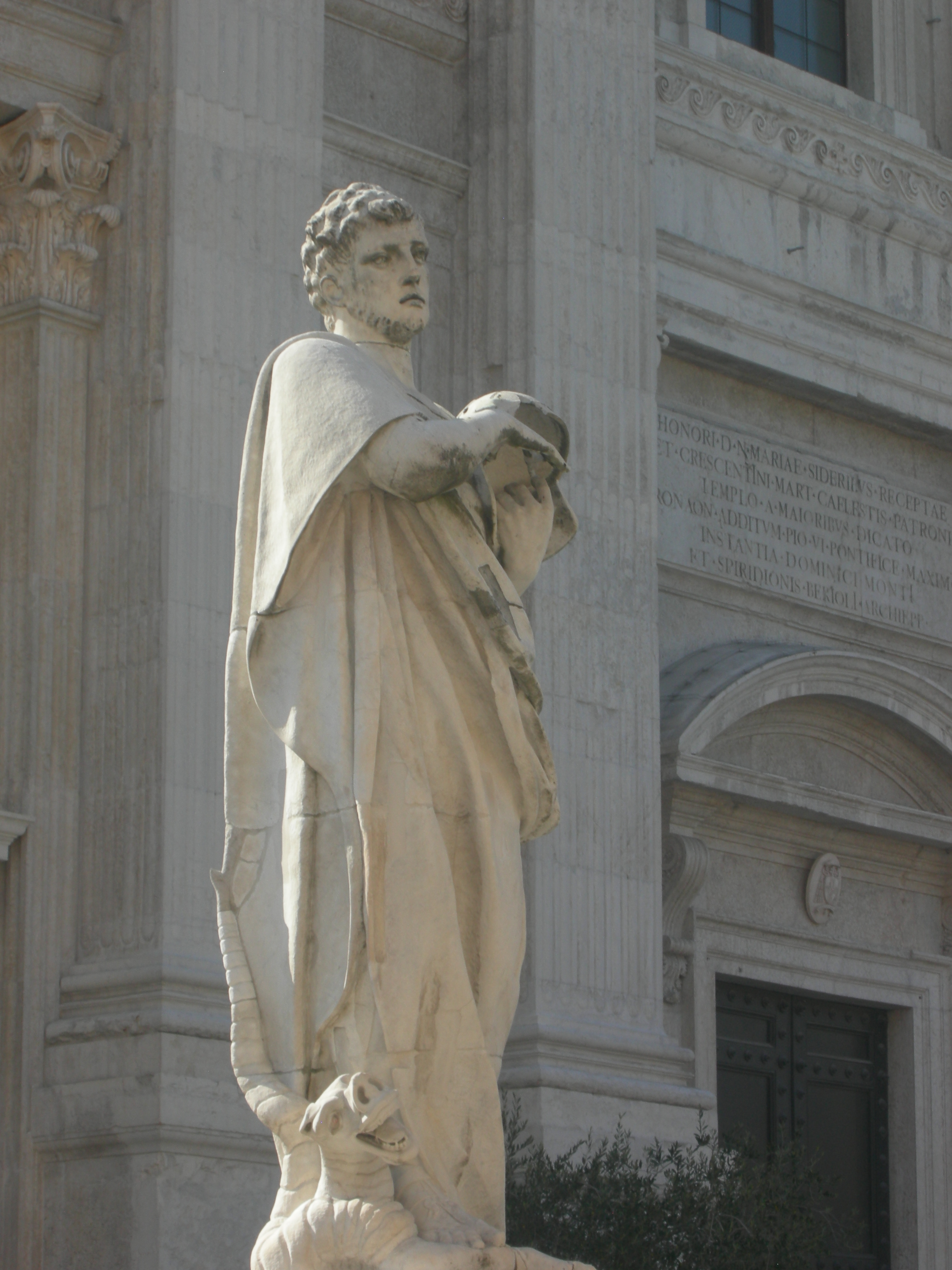
Beeld van San Crescentino voor de kathedraal